# Kanalmorde

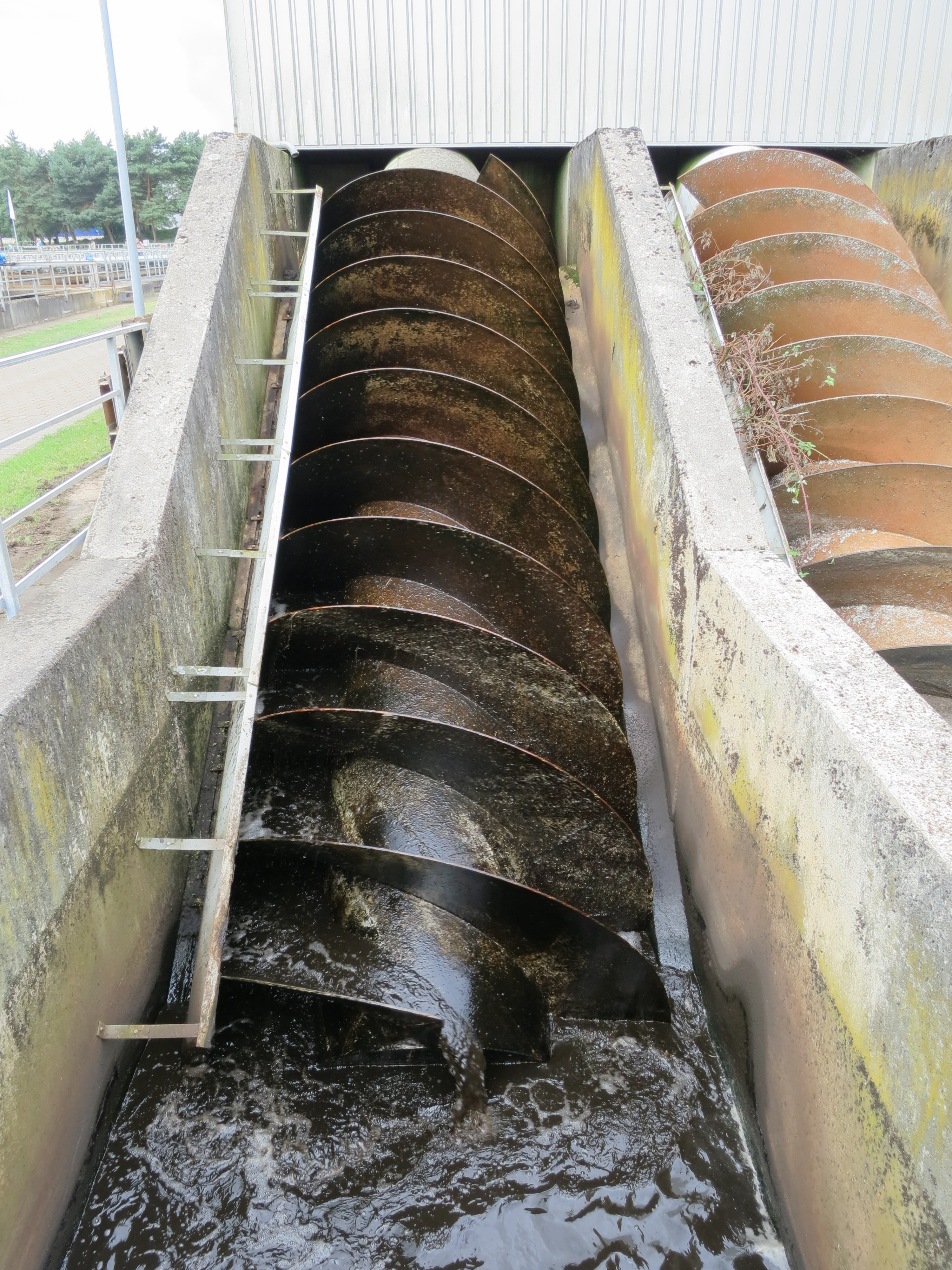
Förderschnecken einer Kläranlage

Die Kanalmorde oder auch „Kläranlagenmorde“ sind eine ungeklärte Mordserie an männlichen Jugendlichen im Rhein-Main-Gebiet der 1980er Jahre.

## Opfer
Bei den Opfern handelt es sich um sieben Kinder beziehungsweise Jugendliche im Alter zwischen 11 und 18 Jahren, die aus den Bahnhofsmilieus am Frankfurter Hauptbahnhof (und dem nah gelegenen Baseler Platz um den Spielsalon „Tivoli“) oder Offenbacher Hauptbahnhof stammten und vermutlich als männliche Prostituierte arbeiteten. Dort lernten sie vermutlich auch den Täter kennen. Die Jungen waren mit einem Strick beziehungsweise einer Paketschnur mit den Händen am Rücken gefesselt und anschließend erschlagen worden. Bei einigen setzte der Tod jedoch vermutlich erst durch Ertrinken im Abwasser der Kanalisation ein. Durch den langen Aufenthalt im Abwassersystem und durch teilweise starke mechanische Beschädigung der Leichen in den Schnecken der Anlage konnten die Toten erst verhältnismäßig spät identifiziert werden. Die Tötungen erfolgten in den Jahren 1976 bis 1983. Aufgrund der langen Liegezeiten in der Kanalisation konnte nur bei einem Opfer eindeutig festgestellt werden, dass es durch einen „Schlag stumpfer Gewalt“ auf den Kopf ums Leben kam.

## Leichenfunde
- 7. September 1976: männliche Leiche, Identität unbekannt (15–18 Jahre), Stangenrod im Landkreis Gießen. Die nackte Leiche wurde während des Militärmanövers „Gordian Shield“[1][2] in der Nähe eines Fußweges in einem Waldstück zwischen Atzenhain und Lehnheim gefunden. Der Tote war nach einer Liegezeit von etwa vier bis sechs Wochen stark mumifiziert und teilweise bereits skelettiert. Als vermutliche Todesursache wurde eine gewaltsame Schädelfraktur angenommen. Da die Identität des Toten lange Zeit nicht geklärt werden konnte, geht die Polizei davon aus, dass es sich möglicherweise um einen Ausländer handelte, der in der Bundesrepublik Deutschland auf Durchreise war.[3]
- 23. Mai 1982: Erik (17 Jahre), Dreieich, Landkreis Offenbach. Die Leiche wurde in schräger Rückenlage hinter dem Schneckenzufluss gefunden. Sie wies erhebliche Verletzungen auf, so war der rechte Oberschenkel abgerissen, das Becken zertrümmert, die Knochen des rechten Oberschenkels freiliegend und der Schädel ebenfalls zertrümmert. Gemäß Obduktionsbericht war der Leichnam im fortgeschrittenen Fäulniszustand mit bereits ausgedehnter Fettwachsbildung. Die Liegezeit betrug vermutlich über sechs Monate. Die Todesursache konnte nicht mehr eindeutig verifiziert werden.[4]
- 19. September 1982: Bernd (17–18 Jahre), Erzhausen bei Darmstadt. Der Auffangrechen der Kläranlage war durch eine bekleidete Leiche blockiert. Vermutlich hatte Bernd noch gelebt, als er in einen Kanalschacht geworfen worden war. Als Todesursache wurde Ertrinken angenommen. Die Identifizierung der nahezu unkenntlichen Leiche gestaltete sich schwierig. Der junge Mann war um die 17 Jahre alt und zeichnete sich durch einen deutlichen Überbiss aus. Er stammte aus dem Frankfurter Strichermilieu.
- 2. Juli 1983: Markus (17 Jahre), Erzhausen bei Darmstadt. Im Pumpensumpf des Klärwerks von Dreieich-Buchschlag wurde seine tätowierte Leiche entdeckt. Nach Meinung der Offenbacher Polizei war der Tote durch ein Abwasserrohr angeschwemmt worden.[5] Seine Hände waren mit Handschellen gefesselt. Ansonsten fanden sich keine äußerlich sichtbaren Verletzungen.[6] Markus stammte aus dem Hanauer Raum und hatte sich seit 1981 in der Heroinszene von Frankfurt aufgehalten.[7] Markus, der einen Großteil seiner Jugend in Erziehungsheimen verbracht hatte, machte zum Todeszeitpunkt gerade eine Lehre und führte ein „unstetes Leben“ in Frankfurt. Es gab Vermutungen, dass er sich gelegentlich prostituiert haben soll. Zum letzten Mal wurde er im Januar 1983 in Begleitung von drei Männern gesehen und soll angegeben haben, nach Saarbrücken zu wollen.[8]
- 9. September 1983: Fuad (14 Jahre), Frankfurt-Niederrad. Die Leiche des 14-jährigen marokkanischen Jungen wurde in der Kläranlage Niederrad gefunden. Zuerst ging die Polizei von einem Unfall durch Ertrinken in der Kanalisation oder dem Einatmen von Faulgasen aus. Erst später wurde klar, dass es sich um Mord handeln musste. Der Junge war am 1. September 1983 von seinen Eltern als vermisst gemeldet worden.[9]
- 11. Oktober 1983: Oliver (11 Jahre), Frankfurt-Niederrad. Ein weiteres Opfer, welches der Täter unter einem Kanaldeckel verschwinden lassen hatte, wurde ebenfalls in der Kläranlage Niederrad gefunden.[10] An der Leiche fanden sich Spuren von Fußfesseln. Oliver war zuvor von zu Hause ausgerissen und danach nicht mehr lebendig gesehen worden.
- 21. Juni 1989: Daniel (14 Jahre), Offenbach-Rosenhöhe. Knochen und Kleidungsstücke des letzten Toten der Serie wurden in einem Nebenkanal des Entwässerungsnetzes gefunden. Der Jugendliche war bereits seit dem Jahr 1983 vermisst worden.[11]

## Mögliches Motiv
Der Kriminalpsychologe Rudolf Egg vermutete, dass es sich beim Täter um eine alleinstehende Person im Alter von ca. 50 Jahren ohne familiäre Bindung oder Freunde gehandelt haben könnte. Möglicherweise war der Täter selbst Opfer von sexuellem Missbrauch geworden und könnte daher ein gestörtes Verhältnis zur eigenen Homosexualität gehabt oder eine Art „Hassliebe“ gegenüber gleichgeschlechtlichen Personen aus dem Strichermilieu aufgebaut haben. Zu seinen Neigungen gehörten anscheinend unter anderem sadistische Fesselspiele. Vermutlich zog der Täter Ende der 1970er Jahre von Gießen nach Frankfurt am Main und lebte seine Neigungen im dortigen Milieu aus. Er dürfte des Weiteren ortskundig und hoch mobil gewesen sein. Die Tatsache, dass er seine nach Gewaltanwendung teilweise noch lebenden Opfer in der Kanalisation kaltblütig hatte sterben lassen, dies würde auf einen tief verwurzelten Menschenhass hindeuten.

## Vorgehen
Der Triebtäter misshandelte die Opfer. Der erste Mord geschah vermutlich am Fundort der Leiche. Später könnte der Täter bemerkt haben, dass es ein Leichtes ist, einen Kanaldeckel aufzuhebeln und die Leiche bzw. das sterbende Opfer in die Kanalisation zu werfen, wo es dann zugrunde geht. Die Opfer wurden gefesselt. Das rasche Verschwindenlassen der Leichen ermöglichte diese Taten ohne großes Entdeckungsrisiko auch im dicht bevölkerten Großraum Frankfurt. Die Leichen verblieben meist längere Zeit unentdeckt im Abwassernetz, bis sie in die Klärwerke gespült wurden, wo sie häufig die Schneckenpumpen zum Trennen der festen Partikel blockierten. Der schlechte Zustand der Leichen erschwerte sowohl die Identifizierung der Opfer als auch die Klärung der Tatumstände. Es dauerte 2,5 Jahre, bis das erste Opfer identifiziert werden konnte.

## Ermittlungen
Eine Soko um Horst Kropp und die „Arbeitsgruppe (AG) 229“ wurde mit den Ermittlungen der sexuell motivierten Morde an den Jugendlichen beauftragt. Einige Zeit lang wurde Thomas R., ein 40-jähriger, mehrfach vorbestrafter Lagerist aus Offenbach der Taten verdächtigt, da dieser nach Vermutungen der Polizei obdachlose Jugendliche zu sich in seine Gartenlaube am Frankfurt-Riederwald gelockt haben soll, um sie dort zu misshandeln. Er soll dabei brutal vorgegangen sein, doch habe er sich durch gute Bezahlung das Schweigen seiner Opfer erkauft. Die Ermittler fanden heraus, dass der Tatverdächtige und das Opfer Markus die gleichen Homosexuellenlokale in Frankfurt aufgesucht haben sollen. Dies reichte jedoch für einen hinreichenden Tatverdacht nicht aus. Die Blutspuren in der Gartenlaube passten nicht zu der serologischen Blutuntersuchung von Markus. In der Wohnung des Verdächtigen, der drei der Opfer gekannt hatte, wurden eine Gaspistole, mehrere Messer, darunter ein Schlachtermesser, und Handschellen sichergestellt. Aufgrund mangelnder Beweise kam es jedoch nicht zu einer Anklage.